# Рефрактометрија
Рефрактометрија је метода за одређивање индекса преламања, једне од основних особина супстанције, у намери да се, на пример:
- Идентификују поједине супстанције у течном или чврстом стању (користи се у неорганској хемији или анализи масти, уља и шећера)
- Пронађе количина поједине супстанце у гасној или течној смеши - процентни састав (користи се у испитивању продуката дестилације; анализи биљних уља, масти; за одређивање процента алкохола у воденим растворима; у индустрији воћних сокова; за анализу млека, брашна; у биохемији и слично)
- Анализира структура органских једињења (што се ради преко моларне рефракције и поларизације)

Индекс преламања се одређује рефрактометријски коришћењем рефрактометара - инструмента који се разликују у конструкцији, тачности и количини узорка за одређивање, али који раде на истом принципу - мерења критичног угла (преломног угла при максималном упадном, тј. 90°). Иако се обично за узорак узима супстанца у течном стању, могуће је мерити и гасовите и чврсте, као што су стакло или драго камење. 
Индекс преламања супстанце строго зависи од температуре и таласне дужине употребљене светлости и то тако да опада са порастом ових параметара, па се мора обратити пажња на температурне разлике и таласне дужине (систем се термостатира).
Мерења се обично врше на стандардној температури од 20°C (68°F) и која се сматра собном температуром. За таласну дужину обично се користи натријумова D линија дужине 589,3 nm.
Индекс преламања је бездимензиона величина (нема јединице) а за поменуте услове обележава се: nD20 где је D ознака да се ради о поменутом натријумовом дублету а 20 представља температуру мерења. Па се тако за инекс преламања воде на стандардним условима пише .

### Неки типови рефрактометара:

#### Абеов рефрактометар
Овај рефрактометар служи за мерење индекса преламања течности у опсегу од 1,3 до 1,7 са прецизношћу од ±0,0002.
Састоји се од извора светлости, дурбина и огледала за осветљавање две правоугаоне призме спојене дијагонално између којих се поставља испитивана течност. Светлост из извора преко огледала пада на доњу призму, прелама се на граници ваздух-стакло и пада на границу стакло-испитивана течност. Ако је угао упада мањи од 90° светлост ће доспети у дурбин. Међутим, ако је већи од 90° долази до рефлексије. Обртањем призми њихов положај се подешава док се оштра граница између светлог и тамног поља у окулару не поклопи са пресеком кончаница (линије постављене у облику Х). За дати положај призми очитава се индекс преламања (релативни). 

#### Пулфрихов рефрактометар
Такође се користи за мерење индекса преламања у интервалу од 1,3 до 1,7 али са већом прецизношћу од ±0,00002. Течност се сипа у цилиндар смештен на горњој површини призме. Наравно, мерење се изводи по принципу критичног угла. Ако је N индекс преламања по Пулфриху, а φ критични угао под којим светлост излази из призме, веза тих величина дата је релацијом (Снелијус-Декартов закон):
{\displaystyle n={\sqrt {N^{2}-\sin ^{2}{\phi }}}}
При мерењу је потребно одредити прво нулу инструмента као аритметичку средину горње и доње нуле. Горња и доња нула се мере три пута. Свако наредно мерење индекса треба кориговати одузимањем нуле инструмента од измереног угла.

#### Имерзиони рефрактометар
Као и претходна два и овај се користи за течности са индексом преламања од 1,3 до 1,7 али са прецизношћу од ±0,00004.
Битно се разликује од претходна два јер је за одређивање овим путем потребна већа количина течности. Оптички принцип је исти као и код Абеовог, призма је причвршћена за цев дурбина. Мерење се изводи тако што се призма урони у течност у чаши а која се налази у термостату да би се одржала константна температура од 17,5°C (за ту температуру је калибрисан инструмент). Светлост се рефлектује помоћу огледала које је постављено испод чаше. Да би се одредила прецизнија вредност на скали постоји један завртањ за финије дотеривање скале. Након одређивања положаја ивице светлосне траке из броја подеока на скали, индекс преламања се тражи у таблицама датих уз инструмент које су предвиђене за натријумову D линију.